# سیارک ۶۷۰۹
سیارک ۶۷۰۹ (به انگلیسی: 6709 Hiromiyuki، نامگذاری:1989CD) شش هزار و هفتصد و نهمین سیارک کشف شده‌است که در ۲ فوریه ۱۹۸۹ کشف شد.